# 페란티
페란티(Ferranti) 또는 페란티 인터내셔널(Ferranti International plc)은 1885년 1세기 넘게 운영하다가 1993년에 파산한 영국의 전기공학 및 장비 회사였다. (벨기에 지사는 페란티 컴퓨터 시스템즈라는 이름으로 생존해 있으며 현재 네이커르크 홀딩(Nijkerk Holding) 소속이다) 주로 군사용 전자 장치로 알려져 있는 이 기업은 한때 FTSE 100 지수에 등재되기도 하였다.
이 회사는 파워 그리드 시스템과 군사용 전자 장치 분야로 알려져 있다. 게다가 1951년 페란티는 최초의 상업용 컴퓨터 페란티 마크 1을 판매하기 시작하였다.

## 역사

### 초기

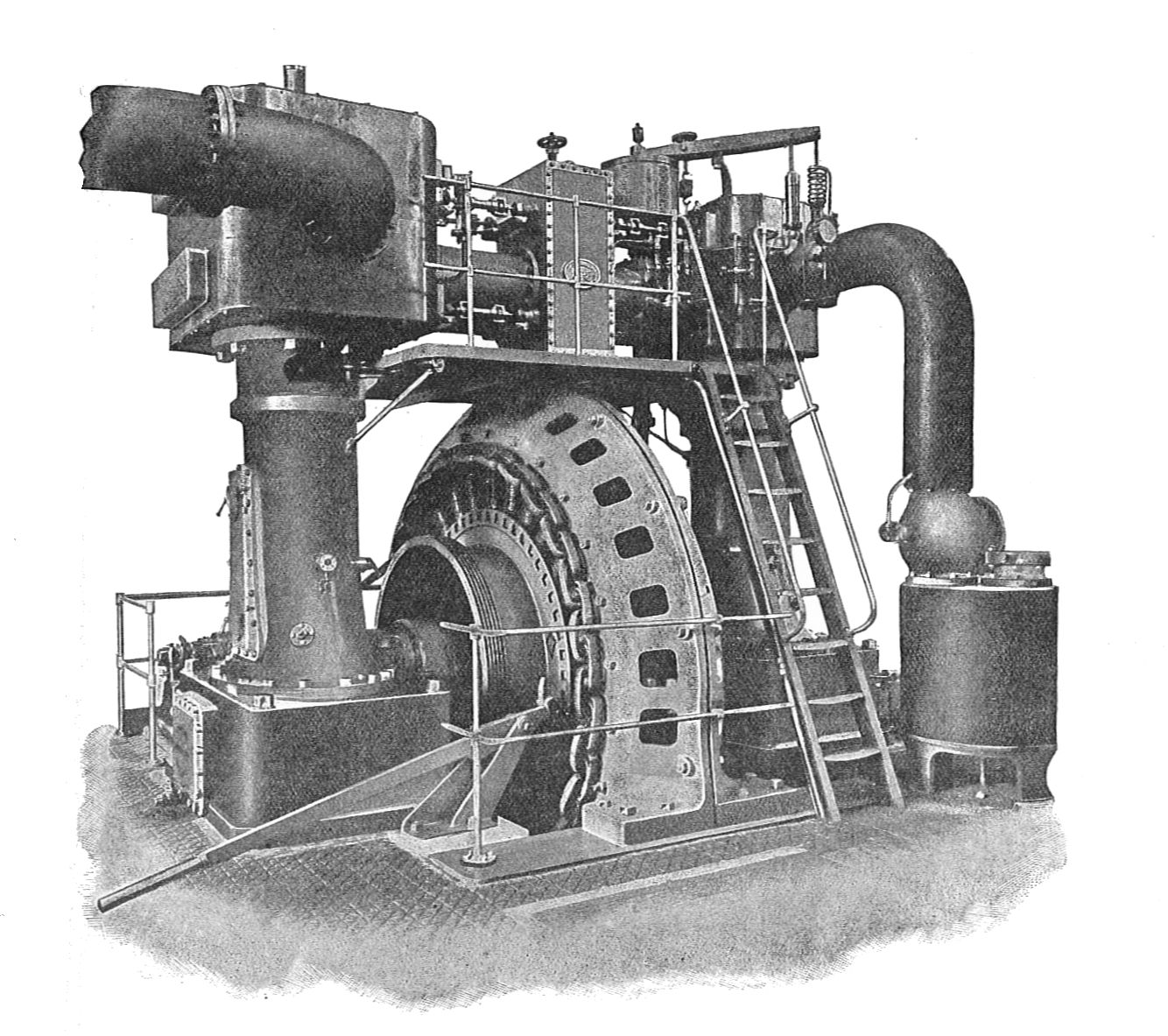
1900년 경 페란티 증기 발전기

세바스찬 지아니 드 페란티는 1882년에 Ferranti, Thompson and Ince를 창업하였으며 이는 그의 최초의 사업이다. 이 기업은 페란티-톰슨 교류 발전기를 개발하였다. 페란티는 최초의 영국의 몇 안 되는 전문가들 가운데 한 명으로서 일찍이 교류 송전에 집중하였다. 페란티라는 기업명과 자신의 이름을 구별하기 위해, 그는 페란티 박사(Dr Ferranti)로 불리기도 한다. 1885년 페란티 박사는 프란시스 인스(Francis Ince)와 찰스 스팍스(Charles Sparks)와 함께 새로운 기업 S. Z. 드 페란티(S. Z. de Ferranti)를 설립하였다. JF 윌슨에 따르면, 페란티 박사의 전력량계와의 연계는 이 새로운 벤처에서 인스를 자신의 파트너로 설득시켰으며 전력량계 개발은 그의 사업이 앞으로 수십년 간 생존하고 성장하는데 필수적이었다. AC 페란티의 지지자였음에도 수많은 전기공영기업과 송전기업들에 AC 및 DC 전력량계를 제공하는 중요한 기업이 되었다.
1887년 LESCo(London Electric Supply Corporation)는 뎃퍼드의 자사의 발전소 설계를 위해 페란티 박사를 고용하였다. 그는 건물, 발전소, 발전기를 설계하였으며 1890년 10월 진정한 최초의 현대적인 발전소가 완공되었다. 10,000 볼트에 이르는 고압의 교류 전력을 공급하였으며 필요한 곳에 고객이 이용할 수 있도록 더 낮은 전력으로 변환되었다.
성공이 잇따르면서 페란티는 전자 장비(특히 변압기)를 판매, 생산하기 시작하였다. 곧 이 기업은 더 많은 제조용 지역을 찾고 있었다. 런던의 지가가 너무 높았으므로 이 기업은 1896년에 올덤의 홀린우드로 이사하였다. 1901년 7월, S. Z. 드 페란티 유한회사의 자산을 인수하고 자본 증대를 위해 페란티 유한회사가 설립되었으나 가족이 독점적으로 운영하였기 때문에 잠재적인 새로운 투자자들에게 인상을 주는 것에는 실패하였다. 소득과 유동성 문제가 줄어든 1896년부터 1903년의 붐 기간 중에 지나치게 낙관적인 시장적 예상은 1903년 기업의 은행가 Parrs가 이 기업을 법정 관리 상태로 들어가게 만들 수 밖에 없었다. 이 기업은 1905년에 제건되었고 페란티 박사의 주식 보류량은 10% 미만으로 줄어들었다. 그 뒤로 11년 간 이 기업은 파산 관재인에 의해 운영되었으며 페란티 박사는 상업적인 금융 전략에서 제외되었다. 그는 이 기간 대부분을 면사 방적 기계에 대해 J P Coats of Paisley, 재과열 터빈에 대해 비커스 등과 파트너십을 맺는 일을 보냈다.

### 확장
20세기 초에는 소규모 회사들에 의해서 전기가 공급되고 있었으며, 지역 산업에 전력을 공급하는 발전소들이 설치되는 것이 일반적이었다. 각 발전소는 각기 다른 표준을 제공하였으므로 국내 전자장비의 대량 생산을 비효율적으로 만들었다. 1910년에 페란티 박사는 이 문제에 대해 영국전기기술자협회에 연설하였으나 16년이 지나서야 비로소 전국 송전선망이 시작되었다.
고전압 변압기는 페란티의 중요한 제품으로 되었다. 가장 큰 형태 중 일부는 무게가 100톤이 넘어가는 것도 있었다. 페란티 박사의 아들 빈센트는 1921년에 관리자로서 변압기 부서에 들어가서 자신의 아버지가 시작한 일을 확장하는 것을 조율했다. 1930년 페란티 박사의 죽음 이후 그는 경영진으로서 회장이 되었다. 1935년 페란티는 모스턴의 폐기된 철사 공장을 구매하였고 여기에서 텔레비전, 라디오, 전자시계 등의 수많은 소형 가전제품들을 제조하였다. 이 기업은 나중에 1957년 EKCO에 라디오 및 텔레비전 부문을 매각하였다. 모스턴에 위치한 페란티 인스트루먼츠는 최초의 원뿔평판 회전점도계 중 하나를 포함하여 과학 측정을 위한 다양한 물건들을 개발하였다. 1950년대 중순에 홀린우드에서 송전 산업이 성장하면서 그곳에서 새로운 변압기를 만들었다. 1974년 페란티는 방위 산업의 중요한 제공업체가 되었으나 변압기 부문은 손실을 입으면서 심각한 재정적 문제를 안았다.

### 군사용 전자장치
제2차 세계 대전 중에 페란티는 전자 장비, 퓨즈, 진공관의 주요 공급 업체가 되었으며 피아식별장치(IFF) 시스템의 개발을 통해 영국의 레이다의 초기 개발에 깊이 관여하였다. 전후에는 레이다 시설, 항공 및 기타 군사 전자장비 등 다양한 부문에서 영국과 여러 해외 사무소에 공급하면서 이 기업에서 가장 큰 비중을 차지하게 되었다.

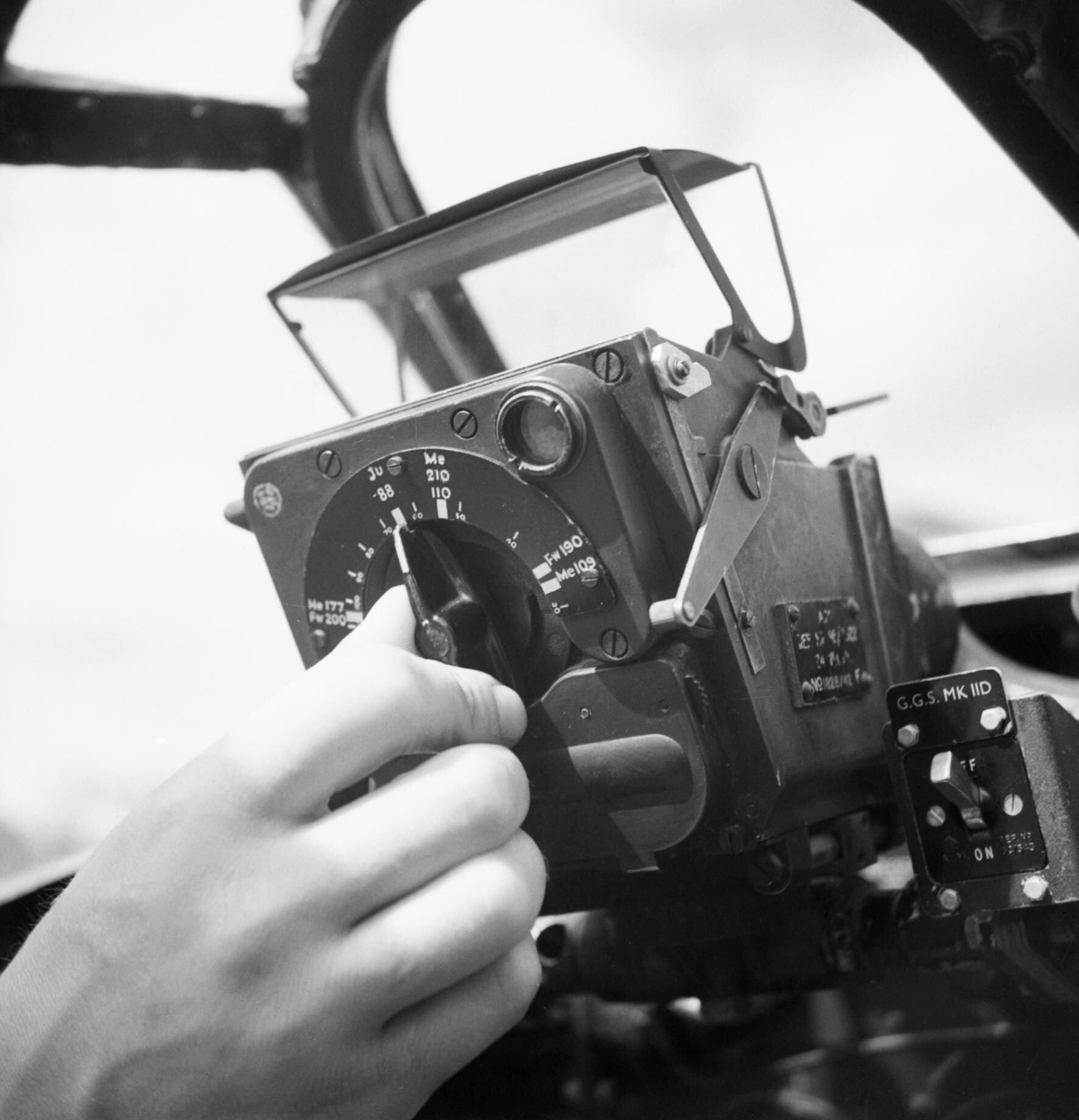
스피트파이어 자이로 조준기

1943년 페란티는 스피트파이어 항공기의 자이로 조준기를 제조하기 위해 에딘버그의 크루 톨(Crewe Toll)에서 공장을 열었다. 전후에 페란티 리서치를 구축하여 이 사업을 보완하였으며 이를 통해 8개 지역에서 8,000명의 직원을 고용하는 정도로 성장하면서 스코틀랜드의 전자산업의 출생지가 되었고 회사 수익에 주로 기여하게 되었다. 이후에 나온 제품들에는 고체 링 레이저 자이로가 포함되었다.
1949년부터 패란티 팩커드는 캐나다 해군의 DATAR(Digital Automated Tracking and Resolving) 개발에 협력하였다. DATAR는 전산화된 선구적인 전투 정보 시스템으로서 레이다와 수중 음파 정보를 지휘자들에게 제공하여 전쟁터를 한 눈에 볼 수 있게 하였고 이를 통하여 잠수함과 항공기에 대한 공격을 지휘할 수 있도록 하였다.
1950년대에는 항공기에 탑재된 레이다의 개발에 집중하였으며 이어서 영국의 고속 제트기와 헬리콥터 헬리콥터 함대 대부분에 레이다를 공급하였다: 오늘날 크루 톨 사이트(현재 셀렉스 ES의 소유)는 유로파이터 타이푼의 레이다를 제공하는 컨소시엄을 이끌고 있다.
1960년대와 1970년대에는 고속 제트기(해리어, 팬텀, 토네이도), 우주 및 교통용으로 설계된 시스템과 더불어 관성 내비게이션 시스템이 중요한 제품 계열로 되었다. 전기 기계식 관성 내비게이션 시스템은 에든버러의 실버노즈 지역에서 제조되었으며, 이외에 기타 군사 및 민간용으로 ESA 아리안 4와 최초 아리안 5 발사에 사용되었다. 페란티는 또한 PADS(Position and Azimuth Determining System, 위치 및 방향 결정 시스템)을 생산하였다. 이것은 차량에 탑재할 수 있는 관성 내비게이션 시스템이었으며 영국군이 사용하였다.
1960년대에 레이저가 발명되면서 이 기업은 빠르게 전기광학 부문을 확고히해 나갔다. 1970년대 초부터 레이저 거리 측정·지정 표적 탐지기(LRMTS, Laser Rangefinder and Marked Target Seeker)를 재규어, 해리어에, 나중에는 토네이도에 조달하였다. 1974년에 세계 최초의, 인간이 휴대할 수 있는 레이저 거리 측정·지시기(레이저 타겟 마커, LTM)를 영국 육군에 공급하였으며 미국 시장에서 상당한 성공에 힘입어 페란티 일렉트로-옵틱스를 헌팅턴비치에 설립하게 된다. TIALD(Thermal Imaging Airborne Laser Designator) 팟은 1차 걸프전 중에 서비스에 돌입하면서 거의 토네이도에 꾸준히 사용되었다.
1960년대부터 1980년대 말까지 브리스톨 페란티 블러드하운드 SAM은 페란티의 레이다 시스템을 개발하였으며 중요한 수입원이었다. 1970년에 페란티는 플레시(Plessey)와 공동으로 새로운 시리즈의 수중 음파 탐지기 개발에 참여했으며 이를 위해 컴퓨터 서브시스템을 설계하고 개발하였다. 나중에 이러한 작업은 소나 2050을 완성하기 위한 계약을 따내는 것으로 확장되었다. 이 작업은 원래 위센쇼(Wythenshawe) 공장에서 수행되었고 이후 치들 헬스(Cheadle Heath)에서 수행되었다. 다른 기업들의 인수를 통해 수중 음성 탐지 분야에서 전문 지식을 쌓아나갔다. 이 사업은 나중에 페란티 톰슨 소나 시스템즈가 되었다.
1990년대 초에 EFA(현재의 유로파이터 타이푼) 레이다 선정이 주된 국제적인 문제가 되었다. 영국, 이탈리아, 스페인은 페란티가 이끄는 CAPTOR를 지지하였던 반면, 독일은 MSD2000(휴즈, AEG, GEC의 공동 개발)을 선호하였다. 영국 국방 장관 톰 킹이 그의 서독 국방 장관 게르하르트 스톨텐베르그와 논의한 결과 영국 정부는 프로젝트를 인수하여 GEC가 페란티 디펜스 시스템즈를 문제가 있는 모회사로부터 분리, 인수하는 것을 허용하였다. 페란티를 인수하였을 때 ECR-90에 휴즈의 기술을 사용한 혐의로 휴즈는 EFA 선정에서 GEC를 6억 달러의 손해 배상을 요구하는 소송을 제기하였다. 나중에 이 주장은 철회되어 2,300만 달러로 합의되었다.

### 산업용 전자장치
1980년대 말에 페란티에는 비군사 분야의 여러 부문이 있었다. 여기에는 마이크로파 통신 장비(페란티 커뮤니케이션스), 주유소 펌프(페란티 오토코트)가 포함되었다. 이 부문 둘 다 스코틀랜드 댈키스에 위치하였다.

### 컴퓨터

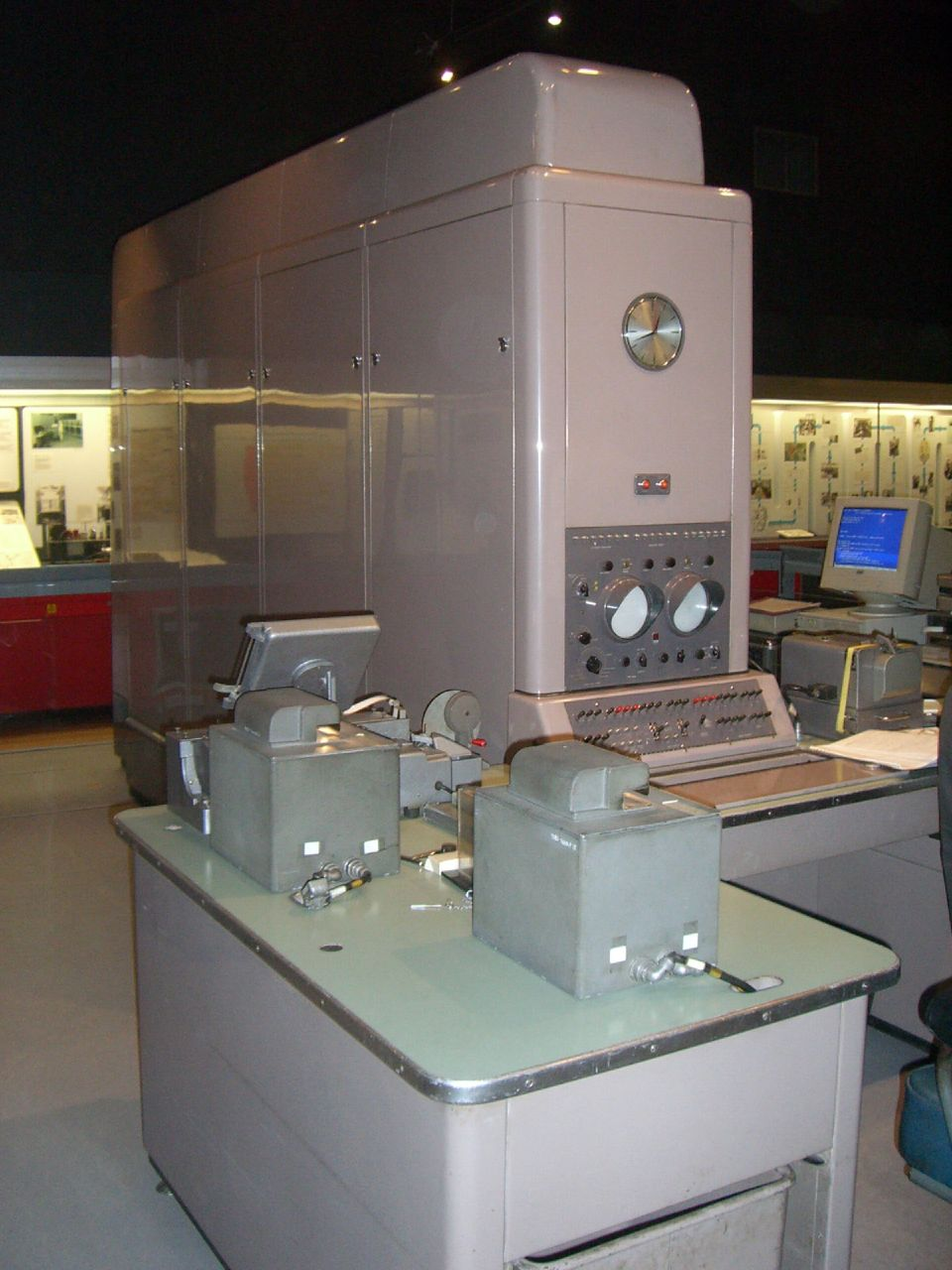
런던 과학발물관의 페란티 페가수스 컴퓨터

1940년대 말에 페란티는 대학교에 위치한 다양한 연구 그룹과 컴퓨터를 공동 개발하는 일에 참여했다. 이들의 첫 성과는 1941년에 완성된 페란티 마크 1이었으며 1951년부터 1957년까지 9대 정도가 납품되었다. 1956년에 선보인 페가수스는 가장 유명한 진공관 시스템으로서 38대가 판매되었다. 1956년 경에, 페란티의 이반 이델슨(Ivan Idelson)은 BSI(영국 표준 협회) 위원회를 위해 7 트랙 종이 테이프에 클러프-포스터-이델슨(Cluff-Foster-Idelson) 문자 코딩을 고안하였다. 이것은 마침내 ASCII가 되었다.
맨체스터 빅토리아 대학교와 공동으로 새로운 버전의 저명한 마크 1을 개발하였으며 이는 솔리드 스테이트 버전의 진공관 다이오드를 대체함으로써 속도를 극적으로 향상시켰을뿐 아니라 안정성까지 개선시켰다. 페란티는 이 결과물을 1957년을 기점으로 머큐리라는 이름으로 상용화하여 발매하였으며 총 19대를 판매하였다. 페란티 전체에서는 작은 부분이지만 그럼에도 불구하고 컴퓨터 부문은 상당히 가시적이었으며 웨스트 고튼의 이전 고튼 기관차 작업을 기반으로 하여 운영되었다.
머큐리를 조달한지 얼마 지나지 않아 극적인 성능 개선을 위해 완전히 새로운 설계의 아틀라스에 대한 개발이 시작되었다. 이 머신은 1962년에 처음 작동되었으며 마침내 페란티는 총 3대의 머신을 개발하였다. 케임브리지 대학교 수학 연구소의 요청에 따라 개조된 아틀라스 버전은 타이탄(아틀란스 2)으로 탄생되었으며 약 8년 동안 케임브리지에서 과학 연산의 중심이 되었다.
1960년대 초에 중급 크기의 머신이 더 이상 경쟁력이 없게 되었으나 이를 대체할 머신의 설계에 대한 노력은 교착 상태에 빠졌다. 이 와중에 캐나다의 자회사 페란티 팩커드는 잉글랜드에서 발전시켰던 여러 아이디어를 통해 발빠르게 페란티-팩커드 6000을 개발하였다. 당시 페렌티의 경영부는 이 시장에서 싫증을 느껴 이 부문 전체를 누군가가 구매해 줄 것을 기다리고 있었다. 끝내 1963년 International Computers and Tabulators(ICT)에 합병되었으며 1968년에 International Computers Limited(ICL)의 대형 시스템 부문이 되었다. 여러 옵션을 검토한 이후 ICT는 1970년대 판매된 ICT 1900 시리즈 기반의 FP 6000을 선정하였다.
ICT와의 거래에 따라 페란티는 상용 컴퓨팅 분야에 다시 진출하지 못하게 되었으나 산업 분야으로의 진입은 가능하였다. FP 6000의 기술 중 일부는 나중에 위센쇼 공장에서 개발된 페란티 아거스 계열의 산업용 컴퓨터에 사용되었다. 이 중 첫 번째 컴퓨터(단순히 '아거스')는 처음에 군사용으로 개발되었다.
한편, 브랙널에서 디지털 시스템즈 부문은 해군용 메인프레임 계열의 컴퓨터를 개발하고 있었다. 별도의 트랜지스터들을 사용하는 초기의 컴퓨터들은 헤르메스(Hermes)와 포세이돈(Poseidon)이었으며 그 뒤로 1960년대 중반에 F1600으로 이어졌다. 이러한 머신들 중 일부는 해군 군함에서 수년 동안 운용되었다. 처음 집적회로를 사용한 FM1600B는 해군 및 상업 목적 등 다양한 용도로 사용되었다. FM1600D는 더 작은 시스템들을 위한 단일 랙 버전의 컴퓨터이다. 이것의 항공용 버전 또한 개발되어 영국 왕립공군 님로드에 사용되었다. FM1600E은 FM1600B의 재설계 및 업데이트된 버전으로서 이 시리즈의 마지막 기종은 메모리가 60% 더 많고, 처리 속도가 3.5배 더 빠른 업그레이드된 FM1600E 모델인 F2420이었으며 2010년에도 여전히 바다에서 운영되었다.

### 반도체
페란티는 한동안 진공관, 음극선관, 저마늄 반도체 등의 전자 제품 개발에 참여하였으며 이후 1955년 유럽 최초로 실리콘 다이오드를 생산하였다. 1972년에 3핀 패키지의 ZN414 싱글 칩 AM 라디오 집적 회로를 시작하였다.
페란티 세미컨덕터 유한회사(Ferranti Semiconductor Ltd.)는 1977년 16비트 주소를 지원한 초기 16비트 마이크로프로세서인 페란티 F100-L을 포함, 일련의 실리콘 양극 장치들을 개발하였다. F100-L은 아마추어 무선 위성 UoSAT-1(오스카 9)를 통해 우주로 전달되었다. 페란티의 ZTX 시리즈 양극 트랜지스터들의 명칭을 통해 페라리 세미컨덕터의 별개 반도체 사업 Zetex의 사명을 부여하게 된다.
1980년대 초에 페란티는 싱클레어 ZX81, 싱클레어 ZX 스펙트럼, 아콘 일렉트론, BBC 마이크로컴퓨터 등의 가정용 컴퓨터에 사용되는 최초의 대규모 게이트 어레이 중 일부를 생산하였다. 이 초소형 전자공학 사업은 1988년 플레시(Plessey)에 판매되었다.

### 인터내셔널 시그널 앤드 컨트롤의 인수
1987년에 페란티는 펜실베이니아주에 위치한 미국의 방위계약업체 인터내셔널 시그널 앤드 컨트롤(ISC)을 인수하였다. 이 기업은 사명을 페란티 인터내셔널(Ferranti International plc.)로 변경하였고 사업을 다음의 부문으로 통합, 개편하였다: 페란티 컴퓨터 시스템즈(Ferranti Computer Systems), 페란티 디펜스 시스템즈(Ferranti Defence Systems), 페란티 다이내믹스(Ferranti Dynamics), 페란티 샛콤스(Ferranti Satcomms), 페란티 텔레콤스(Ferranti Telecoms), 페란티 테크놀로지스 앤드 인터내셔널 시그널 앤드 컨트롤(Ferranti Technologies and International Signal & Control).
페란티는 ISC의 사업이 미국의 다양한 비밀 조직의 명령에 의해 불법 무기들을 주로 판매하고 있었다는 것을 알지 못했다. 서류 상으로 ISC는 고가의 "공명정대한" 물품의 판매로 상당한 흑자를 보는 것처럼 보였지만 실제로 이러한 이익은 존재하지 않았다. 페란티가 인수하면서 불법 판매가 즉시 중단되었으며 이에 따라 기업의 현금 유동성이 악화되었다.
1989년에 영국의 중대 사기 수사국은 대대적인 사기 혐의로 ISC를 수사하였다. 1991년 12월 ISC의 창립자이자 합병된 회사의 부회장이었던 제임스 게렝(James Guerin)은 미국과 영국 간에 걸쳐 행한 사기에 대해 필라델피아의 법정에서 유죄를 인정했다. 영국에서 기소된 모든 위법 행위들은 미국 재판에 포함되어 있었으므로 영국에서는 재판이 이루어지지 않았다.

### 파산
재정적인 문제와 법적인 문제로 인해 페란티는 1993년 12월 파산하게 된다.

## 추가 문헌
- Halton, Maurice J. "The Impact of Conflict and Political Change on Northern Industrial Towns, 1890 to 1990, " MA Dissertation, Faculty of Humanities and Social Science, Manchester Metropolitan University September 2001 (PDF; 326 kB)